# Okres Nitra
Okres Nitra je jedním z okresů Slovenska. Leží v Nitranském kraji, v jeho západní části. Na severu hraničí s okresem Topoľčany a okresem Zlaté Moravce, na jihu s okresem Šaľa a Nové Zámky, na východě pak s okresem Levice a západní hranici sdílí s Trnavským krajem, s okresem Hlohovec. Většina území okresu se nachází na území bývalé Nitranské župy, malá část území na jihovýchodě však patřila k Tekovské župě.